# 769. pehotni polk (Wehrmacht)
Za druge 769. polke glejte 769. polk.
769. pehotni polk (izvirno nemško Infanterie-Regiment 769) je bil eden izmed pehotnih polkov v sestavi redne nemške kopenske vojske med drugo svetovno vojno.

## Zgodovina
Polk je bil ustanovljen 6. marca 1942 kot polk 19. vala na področju Le Mansa preko AOK 7 iz osebja 333. pehotne divizije; polk je bil dodeljen 377. pehotni diviziji.
15. oktobra 1942 je bil polk preimenovan v 769. grenadirski polk.